# ستين أندرسون
ستين أندرسون (بالسويدية: Sten Andersson) هو دبلوماسي وسياسي سويدي، ولد في 20 أبريل 1923 بستوكهولم في السويد، وتوفي بنفس المكان في 16 سبتمبر 2006 بسبب نوبة قلبية. حزبياً، نشط في حزب العمال الديمقراطي الاشتراكي السويدي. وقد انتخب رئيس المجلس الشمالي ‏ (1994 – سبتمبر 1994) وانتخب عضو البرلمان السويدي ‏.

## روابط خارجية
- ستين أندرسون على موقع مونزينجر (الألمانية)